# Billy Taylor (pianiste)
Pour les articles homonymes, voir Taylor et Billy Taylor.
William « Billy » Taylor (né le 24 juillet 1921 à Greenville, Caroline du Nord – mort le 28 décembre 2010 à New York,) est un pianiste de jazz américain. Il a été actif de 1944 à 2010.
En 1974, il est nommé directeur artistique du John F. Kennedy Center for the Performing Arts.

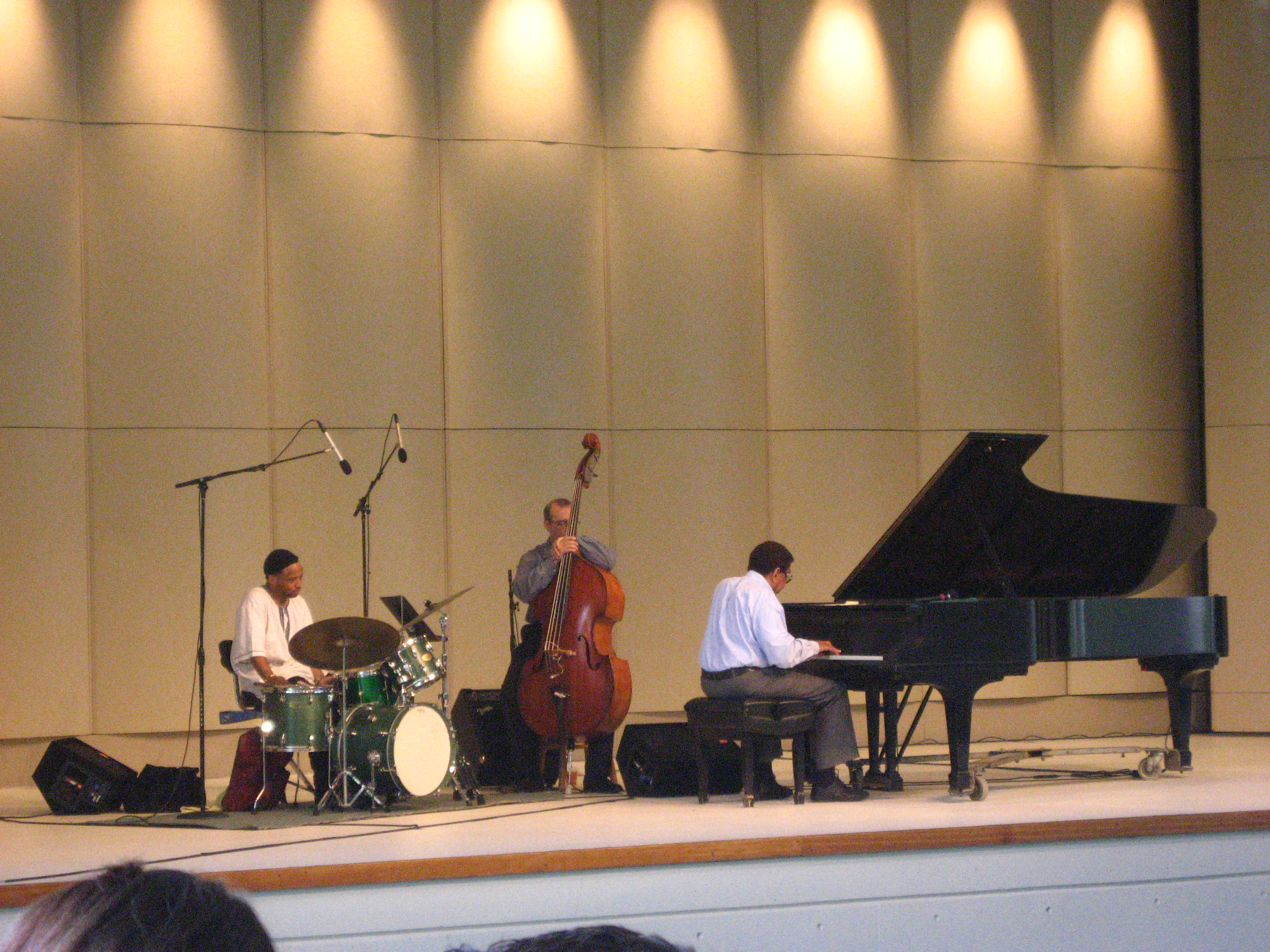
Billy Taylor en 2007

## Récompenses
- National Endowment for the Arts - NEA Jazz Master : nomination et récompense en qualité de Jazz Master en 1988[4]

## Discographie

### En tant que leader
- 1945 : Billy Taylor Piano (Savoy)
- 1953 : Billy Taylor Trio (Prestige)
- 1953–1954 : Cross Section (Prestige) – sortie en 1956 (inclus tous les titres de Billy Taylor Plays for DJs)
- 1954 : The Billy Taylor Trio with Candido (Prestige)
- 1954 : Billy Taylor Trio at Town Hall (Prestige)
- 1955 : A Touch of Taylor (Prestige)
- 1956 : Evergreens (ABC-Paramout)
- 1956 : Billy Taylor at the London House (ABC-Paramount)[5]
- 1957 : Introduces Ira Sullivan (ABC-Paramount)
- 1957 : My Fair Lady Loves Jazz (Impulse!)
- 1957 : The Billy Taylor Touch (Atlantic)
- 1959 : The New Billy Taylor Trio (Argo)
- 1959 : Custom Taylored (SeSac)
- 1959 : One for Fun (Atlantic)
- 1959 : Billy Taylor with Four Flutes (Riverside) – avec Frank Wess, Herbie Mann et Jerome Richardson
- 1959 : Taylor Made Jazz (Argo)
- 1960 : Uptown (Riverside)
- 1960 : Warming Up! (Riverside)
- 1961 : Interlude (Moodsville)
- 1961 : Kwamina (Mercury)
- 1962 : Impromptu (Mercury)
- 1963 : Right Here, Right Now (Capitol)
- 1965 : Midnight Piano (Capitol)
- 1966 : Easy Life (Surrey)
- 1968 : I Wish I Knew How It Would Feel To Be Free (Tower)
- 1969 : A Sleeping Bee (Pausa MPS Records)
- 1970 : Ok Billy (Bell)
- 1977 : Jazz Live (Monmouth Evergreen)
- 1977 : Live at Storyville (West 54 Records)
- 1981 : With Joe Kennedy Where've You Been (Concord Jazz)
- 1985 : You Tempt Me (Taylor-Made, 1989)
- 1988 : White Nights And Jazz in Leningrad (Taylor-Made)
- 1989 : Solo (Taylor-Made)
- 1989 : Billy Taylor and the Jazzmobile All Stars (Taylor-Made)
- 1991 : White Nights and Jazz in Leningrad (Taylor-Made)
- 1992 : Dr. T avec Gerry Mulligan (GRP Records)
- 1993 : Live at MCG avec Gerry Mulligan, Carl Allen, Chip Jackson
- 1993 : It's a Matter of Pride (GRP)
- 1995 : Homage (GRP)
- 1997 : The Music Keeps Us Young (Arkadia Jazz)
- 1999 : Ten Fingers – One Voice (Arkadia Jazz)
- 1999 : Taylor Made at the Kennedy Center avec Dee Dee Bridgewater (Kennedy Center Jazz)
- 2001 : Urban Griot (Soundspot)
- 2002 : Live at AJE New York (Soundspot)

### En tant que sideman
Avec Arkadia Jazz All Stars
- Thank You, Duke!

Avec Sal Salvador
- Juicy Lucy (Bee Hive Records, 1978)

Avec Johnny Hartman
- Once in Every Life (Bee Hive, 1980)

Avec Mundell Lowe
- A Grand Night for Swinging (Riverside, 1957)

Avec Sonny Stitt
- The Matadors Meet the Bull (Roulette, 1965)
- What's New!!! (Roulette, 1966)

Avec Artistes variés
- Charlie Parker 10th Memorial Concert (Limelight Records, 1965)